# Edgar (opera)
Edgar – dramma lirico w 3 aktach Giacoma Pucciniego z 1889 roku.

## Obsada
- Edgar – tenor
- Fidelia – sopran
- Tigrana – sopran
- Frank – baryton
- Guartiero, ojciec Fidelii i Franka – bas

## Treść
Miejsce: Flandria
Czas: 1300
Akt I
Nastał świt. Okoliczni mieszkańcy wsi oraz pasterze zbierają się do codziennej pracy. Fidelia, córka Guartiera, jest zakochana w Edgarze. Młody mężczyzna ulega jednak fascynacji piękną Cyganką Tigraną. Frank, brat Fidelii, również jest w niej zakochany. Kiedy jednak próbuje się do niej zbliżyć i wyznaje jej swoje uczucia ("Questo amor, vergogna mia"), ta odpycha go i oddala się w poszukiwaniu Edgara.  
Gdy Tigrana zachowuje się lekceważąco i śpiewa obrazoburczą pieśń przed kościołem, mieszkańcy wpadają w gniew i chcą ją siłą przepędzić. W jej obronie staje Edgar, uniesiony nieopanowaną egzaltacją chwyta pochodnię i podpala swój dom, spuściznę po ojcu. Ucieka wraz z Tigraną po tym, jak w pojedynku rani Franka, który chce ich powstrzymać.
Akt II
W pałacu pełnym przepychu trwa zabawa. Edgar, zmęczony życiem z Tigraną, z tęsknoty powraca do swej rodzimej wioski i do Fidelii. Tigrana stara się odwieść go od tego. Jednak przed pałacem, wśród werbli bębnów i dźwięków trąbek, przechodzi szereg żołnierzy. Edgar czuje pragnienie zrehabilitowania się i aby odkupić swoje winy, dołącza do żołnierzy pod dowództwem Franka. Tigrana poprzysięga zemstę.
Akt III
Armia wygrywa bitwę, ale wielu w niej poległo. Wśród nich jest Edgar. Trwają przygotowania do uroczystego pogrzebu. Podczas mowy pogrzebowej Franka, zakapturzony mnich przypomina zgromadzonym o grzechach Edgara. Fidelia broni pamięci mężczyzny, którego tak kochała. Oddala się do kościoła, aby pogrążyć się w modlitwie.
Jako ostatnia na ceremonii pojawia się Tigrana. Jest zrozpaczona po utracie swojej miłości. Frank oraz mnich obiecują jej złoto i naszyjniki, jeśli potwierdzi przed wszystkimi grzechy, jakich dopuścił się Edgar. Kiedy żałobnicy powracają, mnich ogłasza, że Edgar zdradził własny kraj dla złota, Tigrana potwierdza to zgodnie z umową. Rozgniewany tłum wraz z żołnierzami wywraca trumnę, lecz w niej zamiast ciała Edgara znajduje się jedynie zbroja. W tym momencie mnich odkrywa swą prawdziwą tożsamość. To Edgar. Razem z Frankiem uknuli całą tę mistyfikację. Edgar oddala się do Fidelii, jedynej, która była mu wierna i która tak mocno walczyła o jego dobre imię. Gdy Edgar oddala się na krótką chwilę, Tigrana, żądna zemsty, zadaje śmiertelny cios nożem prosto w serce Fidelii. Kiedy Edgar powraca, zdąży jedynie pochwycić bezwładne ciało ukochanej. Żołnierzom udaje się ująć Tigranę.